# 推量
推量（すいりょう）とは言語学・文法の用語の1つである。物事の状態や相手の心中を推し量る表現法。特に日本語の"助動詞"「う・（よ）う」「（だ）ろう」を用いた形式について言うことが多い。

## 日本語における推量表現
日本語においては、動詞または形容詞（未然形）に「-（よ）う」「-（だ）ろう」をつけて表現する。否定推量の場合は、「-まい」をつけて表現する。ただし、最近では意志や勧誘と区別するために、「-だろう」「-ないだろう」を使用することが多くなっている。
- - 肯定推量
- 彼は家に帰ろう（彼は家に帰るだろう）
- 日が暮れよう（日が暮れるだろう）
- この林檎は甘かろう（この林檎は甘いだろう）

- - 否定推量
- 私は海へ行くまい（私は海へ行かないだろう）
- 私はまだ寝まい（私はまだ寝ないだろう）

古語では、肯定推量として「む」のほか、「むず」（「むとす」に由来、現代も「-ず」が一部方言に残る）、現在の状況を推量する「らむ」（東海東山方言「ら」の起源）、過去推量「けむ」、「べし」（元は当然を表現し、東日本方言の「べ」として残る）、否定推量として「じ」、「まじ」（上代には「ましじ」、「-まい」の起源）などが用いられた。「む」は中古以降、「ん」または「う」と表記される曖昧な発音に変化し、室町時代以降は「う」となった。